# Punctapinella
Punctapinella is een geslacht van vlinders van de familie bladrollers (Tortricidae), uit de onderfamilie Tortricinae.

## Soorten
- P. braziliana Brown, 1991
- P. chionocarpa (Meyrick, 1932)
- P. niphastra (Meyrick, 1931)
- P. scleroductus Brown, 1991
- P. theta Brown, 1991